# Club Deportivo Mensajero-La Palma
El Club Deportivo Mensajero-La Palma és un club de futbol de la ciutat de Santa Cruz de La Palma (La Palma, Canàries).

## Història
Les arrels del Club Deportivo Mensajero es troben l'any 1916 tot i que no és fins al 6 de gener de 1922, quan el club es constitueix oficialment, essent el més antic de l'illa de La Palma. Ha jugat durant 10 temporades a la Segona Divisió B. El seu rival històric és la Sociedad Deportiva Tenisca. Actualment té uns 900 socis.